# Фролова, Вячеслава Владиславовна
Вячеслава Владиславовна Фролова (укр. В'ячеслава Владиславівна Фролова; 9 июня 1976, Одесса, УССР, СССР) — украинская телеведущая, журналист и режиссёр, радиоведущая. Член жюри одного из самых рейтинговых проектов Украины «У Украины есть талант» (укр. «Україна має талант») на телеканале СТБ, реализованного на основе оригинального формата «Got Talent». Основатель Фонда развития и поддержки молодого искусства Украины «Slava Frolova-Group».

## Биография
Слава Фролова родилась в Одессе 9 июня 1976 года, в семье моряка. С детства увлекалась искусством, поэтому сама записалась в студию изобразительного искусства им. Яши Гордиенко при Одесском Дворце Пионеров. Потом поступила в детскую художественную школу № 1 им. К. К. Костанди, где серьёзно увлеклась скульптурой. Училась Слава в средней школе-гимназии № 9. В 1992 году Слава Фролова поступает в ОГХУ им. М. Б. Грекова на факультет скульптуры. Училище окончила по специальности «художник-оформитель».
С 1993 года работала в одесской телерадиокомпании «ТРК Глас» в качестве радиоведущей на радиостанции, входившей в состав телерадиокомпании «Глас» — «Europa Plus».
С 1995 года Слава возглавила студию по производству рекламы и телепередач одесского «45 телеканала», продолжив работу радиоведущей.
В 1998 году переезжает в Киев. Поначалу работает режиссёром на «КТМ» (укр. «Кабельне Телебачення Міста») и поступает в Киевский национальный университет культуры и искусств на факультет режиссёра телевидения и кино, к руководителю курса Игорю Негреско. В конце 1998 года начала работать в ночном клубе «Динамо Люкс» в качестве ведущей и арт-директора, также была ведущей эфира на радио «Супер-Нова», которое ретранслировало прямые включения с концертов звёзд, организованных Славой. Параллельно работает на недавно открывшемся «Новом канале» в утреннем эфире программы «Подъём». Продолжала работать ведущей на радиостанциях: «Радиоактивность», "Русское радио, «Гала радио». Была ведущей музыкального канала «BIZ-TV». Третье высшее образование Фролова получила в Киевском национальном университете театра, кино и телевидения им. И. К. Карпенко-Карого по специальности режиссёр драматического театра.

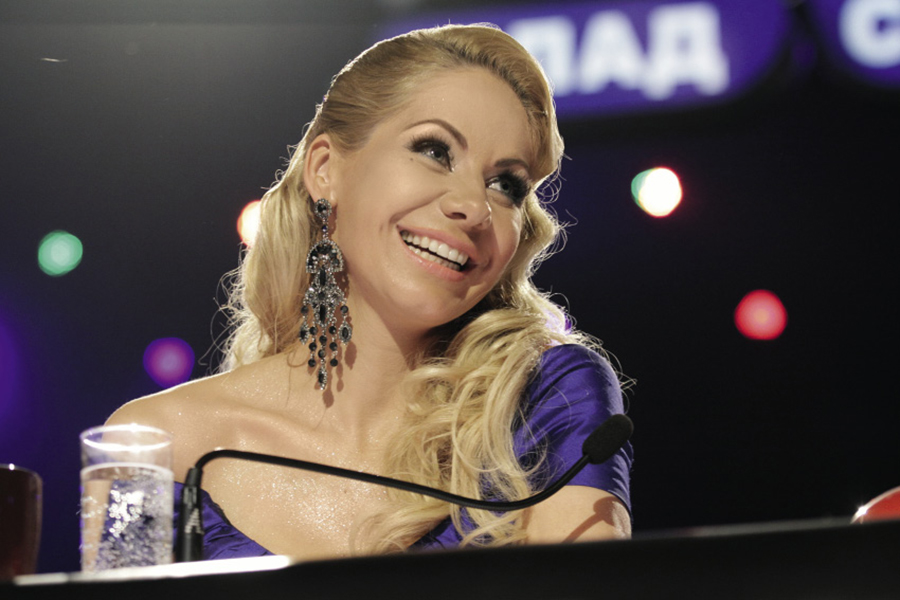
Слава Фролова в качестве судьи талант-шоу «У Украины есть талант», 2013 год

В 2001 году Слава становится арт-директором сети ресторанов «Козырная Карта». А в 2002 году открыла собственное креативное агентство «ARBUZ». Продолжает работу журналиста, ведет рубрику «Дневник бездельницы» в журнале «Zefir» под псевдонимом «Манечка Величко». Кроме этого ведет утреннее шоу «Гутен Морген» на телеканале «М1». Входила в экспертный совет телепрограммы «Хочу замуж», а с 2009 года является одной из трех судей всех сезонов талант-шоу «У Украины есть талант» (укр. «Україна має талант»).
С конца 2012 года Слава Фролова является основателем проекта поддержки молодого искусства Украины «Slava Frolova-Group».

## Slava Frolova-Group
В октябре 2012 года Слава организовала проект развития и поддержки молодых художников Украины. Проект состоит из благотворительного фонда поддержки и развития молодого искусства Украины, Союза молодых художников, а также компании по организации выставок, вернисажей, фестивалей.
За год работы проект собрал под своим началом 316 художников, провёл 33 выставки по всей Украине, а также культурно-социальный фестиваль «ART-Пикник Славы Фроловой».

## Личная жизнь
В 2003 году в Киеве у Славы родился сын Марк, а в 2011 году дочь Серафима. Личную жизнь Слава не комментирует.
Помимо искусства Слава Фролова увлекается парусным спортом и мотоциклами.